# Mel Patton

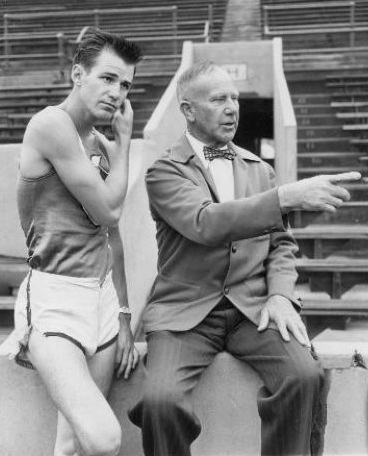
Mel Patton (1948)

Melvin Emery "Mel" Patton, född 16 november 1924 i Los Angeles, Kalifornien, död 9 maj 2014 i Fallbrook, Kalifornien, var en amerikansk friidrottare.
Patton blev olympisk mästare på 200 meter och stafett 4 x 100 meter vid sommarspelen 1948 i London.